# Dekanat Gorzyce Śląskie
Dekanat Gorzyce Śląskie – jeden z 37 dekanatów katolickich w archidiecezji katowickiej. W jego skład wchodzi obecnie 12 parafii położonych w gminach Gorzyce i Godów powiatu wodzisławskiego. Utworzony w 1970 r. z podzielonego dekanatu wodzisławskiego.

## Parafie
| Lp | Parafia                                           | Data powstania   | Proboszcz                | Adres                                   | Zdjęcie |
| -- | ------------------------------------------------- | ---------------- | ------------------------ | --------------------------------------- | ------- |
| 1  | Gorzyce św. Anioła Stróża                         | ok. 1300         | ks. Stefan Stebel        | ul. Ogrodowa 1 44-350 Gorzyce           |         |
| 2  | Godów św. Józefa Robotnika                        | przed 1342       | ks. Krzysztof Wrodarczyk | ul. 1 Maja 60 44-340 Godów              |         |
| 3  | Rogów Najświętszego Serca Pana Jezusa             | przed 1447       | ks. Bernard Rak          | ul. Raciborska 40 44-362 Rogów nad Olza |         |
| 4  | Skrzyszów św. Michała Archanioła                  | 1868             | ks. Witold Tatarczyk     | ul. Wyzwolenia 37 44-348 Skrzyszów      |         |
| 5  | Gołkowice Podwyższenia Krzyża Świętego i św. Anny | 11 kwietnia 1985 | ks. Adam Baron           | ul. 1 Maja 44-341 Gołkowice             |         |
| 6  | Olza Najświętszej Maryi Panny Królowej Pokoju     | 20 grudnia 1957  | ks. Bogdan Reder         | ul. Szkolna 9 44-353 Olza               |         |
| 7  | Czyżowice Chrystusa Króla                         | 1967             | ks. Adam Żemła           | ul. Wiejska 6 44-352 Czyżowice          |         |
| 8  | Łaziska Wszystkich Świętych                       | 29 stycznia 1978 | ks. Antoni Brzytwa       | ul. Kopernika 2 44-340 Łaziska          |         |
| 9  | Osiny Ducha Świętego                              | 3 czerwca 1979   | ks. Grzegorz Gwóźdź      | ul. 7 kwietnia 9 44-350 Gorzyce         |         |
| 10 | Turza Śląska Matki Bożej Fatimskiej               | 21 stycznia 1981 | ks. Wiesław Hudek        | ul. Tysiąclecia 15 44-351 Turza Śląska  |         |
| 11 | Skrbeńsko Najświętszego Serca Pana Jezusa         | 5 lipca 1981     | ks. Mirosław Rataj       | ul. Piotrowicka 43 44-341 Skrbeńsko     |         |
| 12 | Krostoszowice św. Jana Nepomucena                 | 1 lipca 1991     | ks. Rajmund Żurek        | ul. Wodzisławska 17 44-348 Skrzyszów    |         |